# Куломье (сыр)
Куломье́ (фр. Coulommiers) — мягкий сыр из коровьего молока, получивший своё имя по названию французской коммуны Куломье (расположена в департаменте Сена и Марна центрального региона Иль-де-Франс), со Средневековья известной производством подобных сыров.
Современный куломье является одним из видов популярного сыра бри. Иногда его называют бри маленькой формы. Полагают, что куломье как бри малых размеров возник при решении транспортной проблемы, связанной с перевозкой хрупких сортов бри бо́льшего размера. Своими размерами куломье уступает бри из Мо (фр. Brie de Meaux): диаметр 13—15 см, высота до 3 см, вес до 500 грамм (для сравнения те же параметры бри из Мо: 36—37 см, 2,8 кг). По своему вкусу и методам производства куломье незначительно отличается от сыров бри. Но в отличие от последних, получивших сертификацию AOC в 1980 году, куломье пока не удостоен данного сертификата (хотя дебаты об этом ведутся с 2009 года).